# Liste der Baudenkmäler in Bad Wörishofen

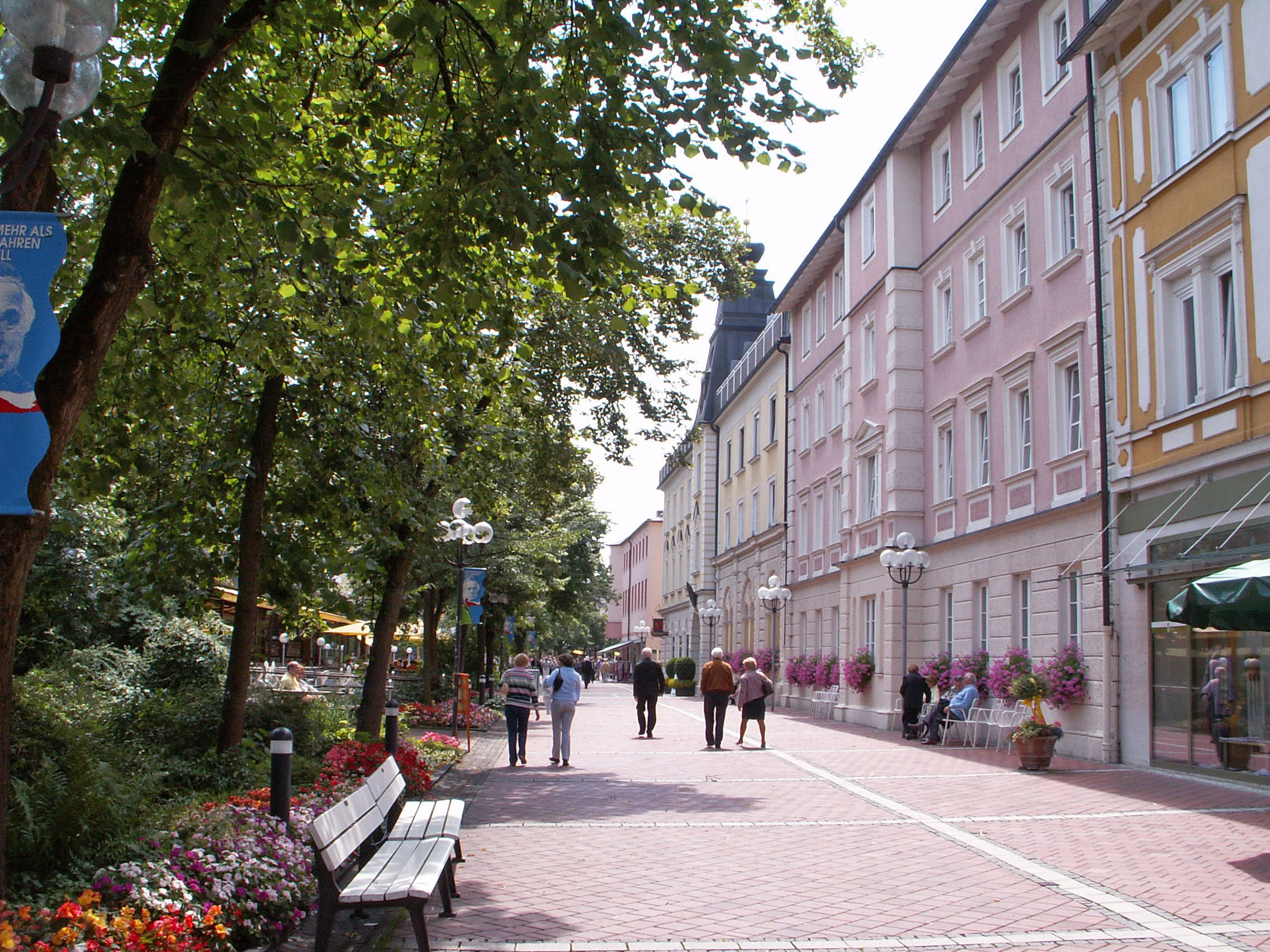
Kneippstraße mit Sebastianeum in Bad Wörishofen

Auf dieser Seite sind die Baudenkmäler in der schwäbischen Stadt Bad Wörishofen zusammengestellt. Diese Tabelle ist eine Teilliste der Liste der Baudenkmäler in Bayern. Grundlage ist die Bayerische Denkmalliste, die auf Basis des Bayerischen Denkmalschutzgesetzes vom 1. Oktober 1973 erstmals erstellt wurde und seither durch das Bayerische Landesamt für Denkmalpflege geführt wird. Die folgenden Angaben ersetzen nicht die rechtsverbindliche Auskunft der Denkmalschutzbehörde.

## Baudenkmäler nach Ortsteilen

### Bad Wörishofen
| Lage                                                                       | Objekt                                                                                    | Beschreibung | Akten-Nr.              | Bild                                                                                      |
| -------------------------------------------------------------------------- | ----------------------------------------------------------------------------------------- | --- | ---------------------- | ----------------------------------------------------------------------------------------- |
| Alfred-Baumgarten-Straße 4 (Standort)                                      | Ehemalige Villa Baumgarten                                                                | Zweigeschossiger Bau mit Erkern, Zwerchgiebeln und einseitig abgewalmtem Satteldach, nach Plänen von Heinrich Metzendorf, 1907 | D-7-78-116-54 Wikidata | Ehemalige Villa Baumgarten                                                                |
| Alfred-Baumgarten-Straße 6, im Park des Kneippianums (Standort)            | Kneipp-Büste                                                                              | Carrara-Marmor, von Franz Seeboeck, 1899 | D-7-78-116-3 Wikidata  | Kneipp-Büste                                                                              |
| Alfred-Baumgarten-Straße 6, in der Hauskapelle des Kneippianums (Standort) | Madonna                                                                                   | Ende 16. Jahrhundert | D-7-78-116-4 Wikidata  | Madonna                                                                                   |
| Alfred-Baumgarten-Straße 9, Hermann-Aust-Straße 28 (Standort)              | Kurpark                                                                                   | Nach 1893 als Erzherzog-Joseph-Anlagen im geometrischen Stil angelegt, 1902/3 zum Naturpark im englischen Stil durch Ferdinand Mäschle überformt und erweitert | D-7-78-116-1 Wikidata  | weitere Bilder                                                                            |
| Alfred-Baumgarten-Straße 9 (Standort)                                      | Kneipp-Brunnen im Kurpark                                                                 | Sockel mit Becken und wasserspeiender Maske, darüber Ädikula mit Inschriftenplatte und Tondo mit Relief Kneipps, 1897 | D-7-78-116-2           | weitere Bilder                                                                            |
| Am Anger, an der Kreuzung mit der Kirchdorfer Straße (Standort)            | Sühnekreuz                                                                                | Tuffstein, 1547 | D-7-78-116-20 Wikidata | Sühnekreuz                                                                                |
| Fidel-Kreuzer-Straße 11, an der Gartenmauer (Standort)                     | Gedenkstein                                                                               | Obelisk mit Darstellung einer Exekution (Kopie), errichtet um 1800 | D-7-78-116-5 Wikidata  | Gedenkstein                                                                               |
| Denkmalplatz (Standort)                                                    | Denkmal für Pfarrer Sebastian Kneipp                                                      | In Kupfer getriebenes Standbild auf Muschelkalksockel, von Georg Albertshofer, um 1903. | D-7-78-116-15 Wikidata | weitere Bilder                                                                            |
| Hauptstraße 23 (Standort)                                                  | Pfarrhaus                                                                                 | Zweigeschossiger, giebelständiger Satteldachbau über hohem Sockelgeschoss, um 1775 Waschküche, in der Pfarrer Kneipp seit 1881 seine Kaltwasseranwendungen vornahm, 18. Jahrhundert, 1898 Trauflinie erhöht, im Pfarrgarten | D-7-78-116-7 Wikidata  | Pfarrhaus                                                                                 |
| Hauptstraße 25 (Standort)                                                  | Katholische Stadtpfarrkirche St. Justina                                                  | Saalbau mit eingezogenem Chor und nördlichem Satteldachturm, Chor und Turm von Jörg Mayling 1519/20, Neubau und Umgestaltung wohl durch Matthäus Stiller um 1700, Erweiterung durch Michael Kurz 1932/33; mit Ausstattung | D-7-78-116-9           | weitere Bilder                                                                            |
| Hauptstraße 29, Klosterhof 1 (Standort)                                    | Dominikanerinnenkloster                                                                   | 1718 gegründet, wohl von Franz (I) Beer und Johann Michael (I) Beer, 1719–23 errichtet; mit Ausstattung Klosterkirche Naria Königin der Engel, Saalbau, Turm mit gedrungener Haube; mit Ausstattung Konventbau, zweigeschossige Vierflügelanlage mit Satteldach, Nord- und Südfloügel nach Osten verlängert und mit Volutengiebel Kreuzgarten mit Wegekreuz Turm, Zeltdachbau mit Verbindungsgang zum Kloster, an der Südostecke Gnadenkapelle, im Südwesten an Kirche angebaut, 1955 erneuert; mit Ausstattung Südlich Konventgarten Klostermauer im Süden und Osten, im Kern um 1720 | D-7-78-116-13 Wikidata | weitere Bilder                                                                            |
| Hauptstraße 32 (Standort)                                                  | Ehemaliges Pflegerhaus                                                                    | Stattlicher, zweigeschossiger Bau mit Mansardwalmdach, 1767, erneuert | D-7-78-116-11 Wikidata | Ehemaliges Pflegerhaus                                                                    |
| Klosterhof 6 (Standort)                                                    | Ehemaliges Amtshaus, ab 1718 Priesterhaus des Klosters, im 19. Jahrhundert Schiedeanwesen | Zweigeschossiger, langgestreckter Traufseitbau mit Satteldach, im Kern wohl erstes Drittel 17. Jahrhundert, das Äußere stark erneuert | D-7-78-116-52 Wikidata | Ehemaliges Amtshaus, ab 1718 Priesterhaus des Klosters, im 19. Jahrhundert Schiedeanwesen |
| Kneippstraße 8 (Standort)                                                  | Kurhaus, sogenanntes Sebastianeum                                                         | Dreigeschossiger Bau im Stil der Neurenaissance, mit neubarocker Hauskapelle, als Stiftung Kneipps von Ludwig Geromiller, 1890/91, Erweiterung 1893/94 und 1896 | D-7-78-116-14          | weitere Bilder                                                                            |
| Promenadestraße; Promenadestraße 2; Promenadestraße 6 (Standort)           | Alte Wandelhalle                                                                          | Langgestreckter Ständerbau aus Rundhölzern mit Mittelrisalit, und Holzkanzel, im Inneren zwei Gedenktafeln und Reliefbüste Kneipps, nach Entwurf von Koloman von Rimanóczy unter der Bauleitung von Ludwig Geromiller errichtet, 1890 | D-7-78-116-16 Wikidata | Alte Wandelhalle                                                                          |
| Promenadestraße 2 (Standort)                                               | Altes Badehaus, ehemaliges Männerbad                                                      | Verschalter Riegelbau mit Satteldach, von Ludwig Geromiller, 1888, an Nordseite 1971 durch Nachbildung des historischen Badehäuschens von 1890 im Klostergarten erweitert | D-7-78-116-17 Wikidata | weitere Bilder                                                                            |
| St.-Anna-Straße 6 (im Friedhof) (Standort)                                 | Kneipp-Mausoleum                                                                          | Gruftkapelle mit Marmorsarkophag von 1897, nach Plänen von David Eberle, 1937 | D-7-78-116-18 Wikidata | weitere Bilder                                                                            |
| Schulstraße 11 (Standort)                                                  | Ehemalige Knabenschule                                                                    | Zweigeschossiger Walmdachbau mit Dachreiter, westlicher Anbau mit Schopfwalmdach, polygonalem Eckerker und geschweiftem Zwerchgiebel, von Leonhard Huber, 1910 | D-7-78-116-19 Wikidata | Ehemalige Knabenschule                                                                    |
| Untere Mühlstraße (im Stadtgarten) (Standort)                              | Badehäuschen                                                                              | Pavillonartiger, hexagonaler Bau mit Zeltdach und rechteckigem Satteldachanbau, 1924 als Nachbau des Originals im Klostergarten auf Grundstück der Kneipp-Schule neu errichtet | D-7-78-116-6           | Badehäuschen                                                                              |

### Dorschhausen
| Lage                         | Objekt                                                    | Beschreibung | Akten-Nr.              | Bild                 |
| ---------------------------- | --------------------------------------------------------- | --- | ---------------------- | -------------------- |
| Schwabenstraße 31 (Standort) | Ehemaliges Bauernhaus                                     | zweigeschossiger Bau mit flachem Satteldach und geständertem Kniestock, westliche Hälfte massiv, östliche Hälfte verputztes Fachwerk, im Kern 1. Hälfte 18. Jahrhundert     | D-7-78-116-21          | weitere Bilder       |
| Schwabenstraße 33 (Standort) | Katholische Pfarr- und Wallfahrtskirche Mariä Heimsuchung | Saalbau mit eingezogenem Chor und südlichem Satteldachturm, Langhaus 1415, Chor und Turm 1483, Sakristei und Vorzeichen 18. Jahrhundert, Umgestaltung 1762; mit Ausstattung | D-7-78-116-22          | weitere Bilder       |
| Schwabenstraße 35 (Standort) | Ehemaliges Pfarrhaus                                      | Zweigeschossiger Satteldachbau mit profiliertem Traufgesims, 1754; mit Ausstattung                                                                                          | D-7-78-116-23 Wikidata | Ehemaliges Pfarrhaus |

### Frankenhofen
| Lage                       | Objekt                                | Beschreibung | Akten-Nr.              | Bild           |
| -------------------------- | ------------------------------------- | --- | ---------------------- | -------------- |
| Frankenhofen 12 (Standort) | Katholische Kapelle St. Christophorus | Saalbau mit eingezogenem Chor und Vorzeichen mit Turm mit Zwiebelhaube, im Kern spätmittelalterlich, um 1695 erneuert, Turm und Vorzeichen 1949; mit Ausstattung | D-7-78-116-24 Wikidata | weitere Bilder |

### Kirchdorf
| Lage                         | Objekt                              | Beschreibung | Akten-Nr.              | Bild            |
| ---------------------------- | ----------------------------------- | --- | ---------------------- | --------------- |
| Kapellenstraße 14 (Standort) | Katholische Kapelle St. Leonhard    | Saalbau mit dreiseitigem Schluss und Dachreiter mit Zwiebelhaube, zweite Hälfte 17. Jahrhundert, Erweiterung erste Hälfte 18. Jahrhundert; mit Ausstattung | D-7-78-116-26 Wikidata | weitere Bilder  |
| Kirchweg 1 (Standort)        | Katholische Pfarrkirche St. Stephan | Saalbau mit eingezogenem Chor und nördlichem Satteldachturm, um 1500, Umgestaltung um 1752; mit Ausstattung                                                | D-7-78-116-27 Wikidata | weitere Bilder  |
| Schwedenstraße 16 (Standort) | Ehemalige Mühle                     | Zweigeschossiger Giebelbau mit steilem Satteldach und Fachwerkgiebel, 1628/29 (dendrochronologisch datiert), der Mühlteil 1999 erneuert                    | D-7-78-116-28 Wikidata | Ehemalige Mühle |
| Theresienberg 1 (Standort)   | Kruzifix                            | Mit schmerzhafter Muttergottes, gefasste Holzfiguren, wohl von Johann Wilhelm Hegenauer, Mitte 18. Jahrhundert                                             | D-7-78-116-29 Wikidata | Kruzifix        |
| Theresienberg 18 (Standort)  | Wohnhaus                            | Zweigeschossiger Walmdachbau mit Karniesgesims an der Traufe, zweite Hälfte 18. Jahrhundert                                                                | D-7-78-116-31 Wikidata | Wohnhaus        |

### Obergammenried
| Lage                        | Objekt                                                   | Beschreibung | Akten-Nr.              | Bild           |
| --------------------------- | -------------------------------------------------------- | --- | ---------------------- | -------------- |
| Obergammenried 5 (Standort) | Katholische Kapelle zur Heiligen Kümmernis (Wilgefortis) | Kleiner Rechteckbau mit halbrundem Schluss und Dachreiter mit Spitzhelm, im Kern 18. Jahrhundert, 1886 erneuert; mit Ausstattung | D-7-78-116-32 Wikidata | weitere Bilder |

### Schlingen
| Lage                                          | Objekt                             | Beschreibung | Akten-Nr.              | Bild           |
| --------------------------------------------- | ---------------------------------- | --- | ---------------------- | -------------- |
| Allgäuer Straße (in der Ortsmitte) (Standort) | Gedenkstein                        | Neugotischer Bildstock mit Kruzifix und Einfriedung, bezeichnet „1847“ | D-7-78-116-53 Wikidata | weitere Bilder |
| Frankenhofener Straße 1 (Standort)            | Pfarrhaus                          | Zweigeschossiger Mansardwalmdachbau, von Johann Georg Specht, 1771 Ehemaliges Waschhaus, kleiner Satteldachbau mit Ecklisenen, wohl gleichzeitig                                       | D-7-78-116-35 Wikidata | weitere Bilder |
| Frankenhofener Straße 2 (Standort)            | Katholische Pfarrkirche St. Martin | Saalbau mit eingezogenem Chor und nördlichem Turm mit geschweiftem Spitzhelm, im Kern Ende 13. Jahrhundert, Verlängerung und Turmobergeschosse von Thomas Natter 1690; mit Ausstattung | D-7-78-116-36          | weitere Bilder |
| Frankenhofener Straße 3 (Standort)            | Steinkreuz                         | Tuffstein, spätmittelalterlich | D-7-78-116-37          | Steinkreuz     |
| Frankenhofener Straße 12 (Standort)           | Bauernhaus                         | Breit gelagerter, zweigeschossiger Mitterstallbau mit Satteldach, im Kern um 1731 (dendrochronologisch datiert), um 1846 verändert                                                     | D-7-78-116-38 Wikidata | weitere Bilder |

### Schöneschach
| Lage                             | Objekt                           | Beschreibung                                                                    | Akten-Nr.     | Bild           |
| -------------------------------- | -------------------------------- | ------------------------------------------------------------------------------- | ------------- | -------------- |
| St.-Wolfgang-Straße 3 (Standort) | Katholische Kapelle St. Wolfgang | Rechteckbau mit Satteldach und Dachreiter, 1603, erneuert 1817; mit Ausstattung | D-7-78-116-41 | weitere Bilder |

### Stockheim
| Lage | Objekt                                 | Beschreibung | Akten-Nr.              | Bild                                   |
| --- | -------------------------------------- | --- | ---------------------- | -------------------------------------- |
| Am Anwander (Standort)                                                                                          | Kerkerkapelle                          | Kleiner Rechteckbau mit eingezogener, halbrunder Apsis und Karniesgesims, 18. Jahrhundert; mit Ausstattung | D-7-78-116-47 Wikidata | weitere Bilder                         |
| Bad Wörishofener Straße, westlich des Ortes an der Kreuzung Bad Wörishofener Straße/Wertachtalstraße (Standort) | Feldkreuz                              | Corpus, Mitte 18. Jahrhundert | D-7-78-116-48 Wikidata | BW                                     |
| Dorfstraße 32 (Standort)                                                                                        | Katholische Pfarrkirche St. Michael    | Pilastergegliederter Saalbau mit eingezogenem Chor und südlichem Turm mit Zwiebelhaube, Turmunterbau 15. Jahrhundert, Neubau von Thomas Natter, 1695 bis 1701; mit Ausstattung Friedhofsmauer mit pilastergerahmtem, giebelbekröntem Tor, verputztes Backsteinmauerwerk, Anfang 18. Jahrhundert | D-7-78-116-43 Wikidata | weitere Bilder                         |
| Dorfstraße 33 (Standort)                                                                                        | Wohnhaus                               | Zweigeschossiger Satteldachbau mit geschweiften Giebeln, Mittelrisalit und runden Ecktürmen, bezeichnet „1909“ | D-7-78-116-55 Wikidata | Wohnhaus                               |
| Dorfstraße 36 (Standort)                                                                                        | Fresko St. Michael                     | Drittes Viertel 18. Jahrhundert | D-7-78-116-44 Wikidata | BW                                     |
| Dorfstraße 40 (Standort)                                                                                        | Ehemaliges Pfarrhaus                   | Zweigeschossiger, giebelständiger Satteldachbau mit profiliertem Trauf- und Sohlgesims, 1674 erbaut, um 1800 erneuert | D-7-78-116-45 Wikidata | Ehemaliges Pfarrhaus                   |
| Dorfstraße 48 a (Standort)                                                                                      | Wohnteil eines ehemaligen Bauernhauses | Zweigeschossiger, giebelständiger Satteldachbau, im Kern Ständerbau 1605 (dendrochronologisch datiert), zuletzt „1831“ (bezeichnet an der Ostfassade) weitestgehend versteinert | D-7-78-116-46 Wikidata | Wohnteil eines ehemaligen Bauernhauses |
| Nähe Stockheimer Weg (Standort)                                                                                 | Grenzstein                             | Rotmarmorpfeiler, bezeichnet „1791“ | D-7-78-116-49 Wikidata | weitere Bilder                         |

### Untergammenried
| Lage                         | Objekt                                 | Beschreibung                                                                         | Akten-Nr.              | Bild           |
| ---------------------------- | -------------------------------------- | ------------------------------------------------------------------------------------ | ---------------------- | -------------- |
| Untergammenried 4 (Standort) | Katholische Wallfahrtskirche St. Rasso | Saalbau mit eingezogenem Chor und Dachreiter mit Spitzhelm, 1746/47; mit Ausstattung | D-7-78-116-50 Wikidata | weitere Bilder |

## Ehemalige Baudenkmäler
In diesem Abschnitt sind Objekte aufgeführt, die früher einmal in der Denkmalliste eingetragen waren, jetzt aber nicht mehr. Objekte, die in anderem Zusammenhang also z. B. als Teil eines Baudenkmals weiter eingetragen sind, sollen hier nicht aufgeführt werden. Aktennummern in diesem Abschnitt sind ehemalige, jetzt nicht mehr gültige Aktennummern.

| Lage                                                                                  | Objekt    | Beschreibung                     | Akten-Nr.              | Bild      |
| ------------------------------------------------------------------------------------- | --------- | -------------------------------- | ---------------------- | --------- |
| Bad Wörishofen Hauptstraße 24, Hauptstraße 26, am Ostgiebel des Wohnhauses (Standort) | Kruzifix  | Zweite Hälfte 18. Jahrhundert    | D-7-78-116-8 Wikidata  | Kruzifix  |
| Bad Wörishofen Hauptstraße 38, Hauptstraße 40 (Standort)                              | Ausleger  | Schmiedeeisen, 1865              | D-7-78-116-12 Wikidata | Ausleger  |
| Kirchdorf Theresienberg 4 (Standort)                                                  | Hausfigur | St. Michael, spätgotisch         | D-7-78-116-30 Wikidata | Hausfigur |
| Schlingen Allgäuer Straße 20 (Standort)                                               | Ausleger  | Schmiedeeisen, bezeichnet 1878   | D-7-78-116-33 Wikidata | Ausleger  |
| Schlingen Ingenrieder Straße 6 (Standort)                                             | Wegkreuz  | Corpus noch 17. Jahrhundert      | D-7-78-116-39 Wikidata | BW        |
| Stockheim Bernaustraße 1 (Standort)                                                   | Ausleger  | Schmiedeeisen, bezeichnet „1830“ | D-7-78-116-42 Wikidata | BW        |